# Lata

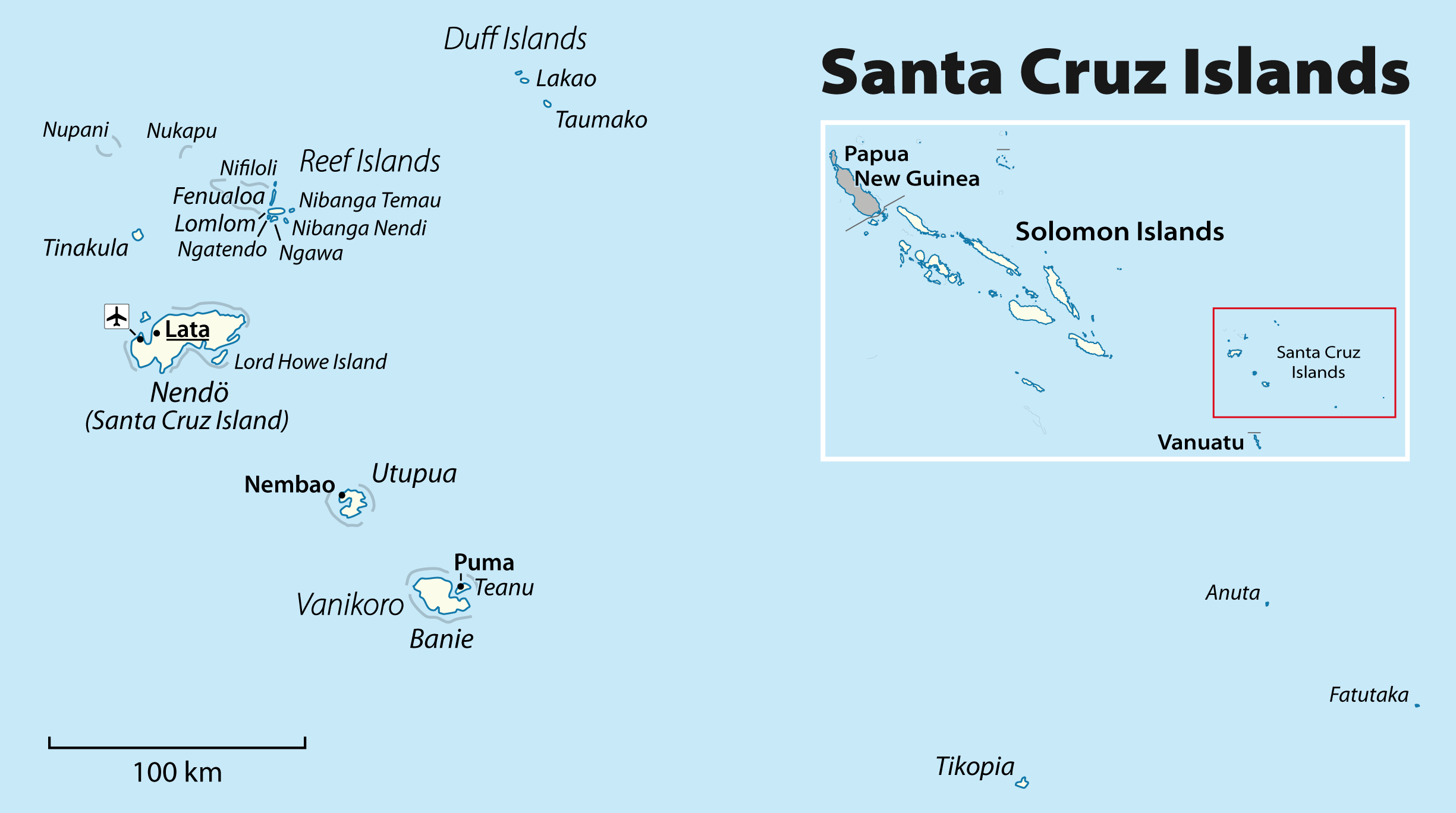
Översiktskarta

Lata är huvudort på ön Nendo som tillhör Santa Cruzöarna i Salomonöarna.

## Staden
Lata är belägen på öns nordvästra del vid Graciosa Bay nedanför vulkanen Tinakula och har cirka 550 invånare. De geografiska koordinaterna är 10º42'36 S och 165º49'48 Ö. Den lilla staden har förutom förvaltningsbyggnader även ett litet sjukhus, ett postkontor, ett telekontor, affärer och några mindre hotell.
Strax utanför staden finns en liten flygplats (Santa Cruz/Graciosa Bay/Luova Airport med flygplatskod "SCZ") för lokaltrafik till bland annat Honiara. I hamnen finns möjligheter till båtutflykter och oregelbunden färjetrafik till bland annat Honiara.